# Coelocephala strigilis
Coelocephala strigilis är en tvåvingeart som beskrevs av Karsch 1888. Coelocephala strigilis ingår i släktet Coelocephala och familjen bredmunsflugor.
Artens utbredningsområde är Tanzania. Inga underarter finns listade i Catalogue of Life.